# Улица Герцена (Павловск)
Улица Ге́рцена — улица в городе Павловске (Пушкинский район Санкт-Петербурга). Проходит от улицы Нахимсона на запад.
Первоначально назывался Ма́лым Лесны́м переулком. Этот топоним появился примерно в 1914 году и был связан с располагавшимся рядом одичавшим Анниковским парком. Сам парк был вырублен при оккупации во время Великой Отечественной войны. Позднее, примерно в 1918 году, соседний Княжеский переулок переименовали в Большой Лесной переулок (ныне улица Нахимсона).
Примерно в 1952 году Малый Лесной переулок стал улицей Герцена — в честь писателя А. И. Герцена.